# Hadrodactylus faciator
Hadrodactylus faciator là một loài tò vò trong họ Ichneumonidae.